# Rio Jacuí (vattendrag i Brasilien, Rio Grande do Sul)
Rio Jacuí är ett vattendrag i Brasilien.   Det ligger i delstaten Rio Grande do Sul, i den södra delen av landet, 1 600 km söder om huvudstaden Brasília.
Området kring Rio Jacuí är i huvudsak tätbebyggt och mycket tätbefolkat, med 2 811 invånare per kvadratkilometer.